# NGC 1777
NGC 1777 је расејано звездано јато у сазвежђу Трпеза које се налази на NGC листи објеката дубоког неба.
Деклинација објекта је - 74° 17' 8" а ректасцензија 4h 55m 47,8s. Привидна величина (магнитуда) објекта NGC 1777 износи 12,8 а фотографска магнитуда 13,4. NGC 1777 је још познат и под ознакама ESO 33-SC1.